# Carpella semigrisea
Carpella semigrisea là một loài bướm đêm trong họ Geometridae.